# 劉念 (明朝)
劉念（？—？），字克甫，號松峨，四川成都府簡州人，民籍，明朝政治人物。

## 生平
嘉靖二十五年（1537年）丙午科四川鄉試第六名舉人。嘉靖三十二年（1553年）中式癸丑科三甲第二百八十四名進士。吏部观政，授都察院都事，起复补。

## 家族
曾祖劉永；祖父劉勛，監生；父劉易，訓導。前母楊氏；錢氏；繼母王氏。兄刘合、刘佥、弟刘翕。